# Поляковская (деревня)
Поляковская — упразднённая деревня в Суерском сельском поселении Упоровского района Тюменской области России. Упразднена в 2004 году, в связи с прекращением существования.

## Название
Основное название — по фамилии Поляков, её носили основатели деревни, отец Иван Михайлович и сын Сергей Иванович Поляковы .
Второе название деревни — Кушма. Кушма — барашковая шапка, крестьянский головной убор, распространена на Украине, в Молдове, Румынии и Венгрии, носится и в наши дни главным образом пожилыми людьми. Первые поселенцы деревни Поляковы родом из тех мест, носили барашковые шапки, и от головного убора произошло второе название деревни — Кушма.

## География
Располагалась на левом берегу реки Тобол. Расстояние до села Суерка 21 км, районного центра села Упорово 39 км.

## История
В 1745 году деревня Поляковская впервые упоминается в ревизской сказке 1762 г.
Иван Михайлович Поляков (1676—1747) из Лёнвы пришёл в Коркино и вместе с сыном Сергеем (1709—1774) основали деревню Поляковскую в 1730-х годах.
- В 1912 году в деревне была часовня, церковная школа, 3 торговых лавки, 8 ветряных мельниц, кузница, пожарная.[3]

- В годы Великой Отечественной войны ушли на фронт 59 человек из них 31 человек не вернулись домой.[3]

С 1745 года относилась к Усть-Суерской слободе, с 1795 года входила в состав Поляковской волости, 1884 — Коркинской волости, 1919 — Шадринского сельсовета, 1958 — Старошадринского сельсовета, 1961 — Суерского сельсовета.
С 1745 года относилась к Усть-Суерской слободе, с 1795 года входила в состав Поляковской волости, 1884 — Коркинской волости, 1919 — Шадринского сельсовета, 1958 — Старошадринского сельсовета, 1961 — Суерского сельсовета.

## Население
| 1989 | 2002 |
| ---- | ---- |
| 4    | ↘2   |

| 1762 | 1782 | 1816 | 1834 | 1858 | 1897 |
| 104  | 168  | 257  | 337  | 369  | 445  |

## Церковь
Деревня Полякова относилась к приходу Богородице-Казанской церкви села Коркино. С 1899 года к приходу Модестовской церкви села Старая Шадрина. В 1889 году крестьянами деревни Поляковой построена часовня в честь пророка Ильи, постановлением Уральского облисполкома от 14.06.1926 года была закрыта, а здание передано под народный дом. На месте часовни 2 августа 2011 года установлен Поклонный крест.

## Сельское хозяйство
В Поляковой 
7 марта 1920 года организована трудовая артель «Красный пахарь». Первые её члены: 1.Коркин Евгений Иванович; 2.Коркин Ерофей Иванович-председатель артели; 3.Коркин Федор Иванович; 4.Коркин Севастьян Иванович; 5.Коркин Иван Николаевич; 6.Костыгин Фрол; всего 6 семей, 29 чел. Артель имела 5 лошадей, две телеги.
В 1929 году организован колхоз «Победа», в 1940 году значилось 94 хозяйства, жилых домов 78, население 351 чел., была кузница, деревообделочный цех, смолокурня, рыболовецкая бригада. В 1953 году в колхозе насчитывалось 5 тыс. овец, 60 коров, 570 га пашни. В конце 1950-х годов колхоз «Победа» объединился с колхозом «Путь Ленина» (Старая Шадрина). После укрупнения колхоза из д. Поляковой убрали скот, сократили рабочие места, закрыли школу, и население стало уезжать.

## Образование
Церковно-приходская школа в Поляковой открыта в 1900 г. В 1900 году в ней обучалось 24 мальчика и 3 девочки, всего 27 учеников; 1905 — 35м+5д; 1910 — 18м+8д; 1915 — 18м+11д=29 учеников.
В советское время начальная школа открылась в 1920-х годах

## Транспорт
Просёлочная дорога, идущая между деревнями Боровушка- Полякова по берегу Тобола.